# Voetbalkampioenschap van Elbe-Bode 1925/26
In 1925/26 werd het derde voetbalkampioenschap van Elbe-Bode gespeeld, dat georganiseerd werd door de Midden-Duitse voetbalbond. 
SV 09 Staßfurt werd kampioen en plaatste zich voor de Midden-Duitse eindronde. De club verloor voor de derde keer op rij in de eerste ronde van FC Germania 1900 Halberstadt.
Viktoria Güsten mocht naar de aparte eindronde voor vicekampioenen, waarvan de winnaar kans maakte op deelname aan de nationale eindronde. De club verloor meteen van SpVgg 1904 Thale. 

## Gauliga
| Plaats | Club                          | Wed.           | W              | G              | V              | Saldo          | Ptn.           |
| ------ | ----------------------------- | -------------- | -------------- | -------------- | -------------- | -------------- | -------------- |
| 1.     | SV 09 Staßfurt                | 12             | 11             | 0              | 1              | 62:14          | 22:2           |
| 2.     | FC Teutonia 1913 Aschersleben | 12             | 7              | 2              | 3              | 36:10          | 16:8           |
| 3.     | FC Viktoria 1904 Güsten       | 12             | 7              | 2              | 3              | 45:20          | 16:8           |
| 4.     | FC Askania 1900 Aschersleben  | 12             | 5              | 3              | 4              | 25:24          | 13:11          |
| 5.     | VfB Staßfurt                  | 12             | 4              | 1              | 7              | 14:45          | 9:15           |
| 6.     | FC Preußen Hettstedt          | 12             | 3              | 0              | 9              | 14:61          | 6:18           |
| 7.     | FV Eintracht Güsten           | 12             | 1              | 0              | 11             | 3:25           | 2:22           |
| 8.     | VfB Anhalt 1907 Frose         | Teruggetrokken | Teruggetrokken | Teruggetrokken | Teruggetrokken | Teruggetrokken | Teruggetrokken |

|  | Kampioen, geplaatst voor Midden-Duitse eindronde |
|  | Play-off tweede plaats                           |
|  | Degradatie                                       |

Play-off
|  |                               |       |                         |  |
|  | FC Teutonia 1913 Aschersleben | 1 – 3 | FC Viktoria 1904 Güsten |  |
|  |                               |       |                         |  |

De winnaar mag naar de eindronde voor vicekampioenen.